# Жунињо Пернамбукано
Антонио Аугусто Рибеиро Реис Јуниор, познат под именом Жунињо или Жунињо Пернамбукано, (рођен 30. јануара, 1975. у Ресифеу) је бивши бразилски фудбалер. 
Каријеру је започео 1993. године у Ресифеу, након чега је играо за Васко да Гаму а прославио се играјући за Олимпик Лион чији је члан био од 2001. до 2009. године и за то време је освојио седам узастопних титула у француској лиги. Остао је упамћен по веома ефектним головима из слободних удараца.
Одиграо је 40 мечева за репрезентацију Бразила, а био је учесник Светског првенства 2006. године у Немачкој.